# Station Galterud
Station Galterud is een station in Galterud in de gemeente Sør-Odal in fylke Innlandet  in  Noorwegen. Het station ligt aan Kongsvingerbanen. Het staionsgebouw dateert uit 1864 en is een ontwerp van Paul Armin Due. Op 9 december 2012 werd Galterud gesloten voor personenvervoer.